# Chants Alizés
Chants Alizés est un quintette à vent de Florent Schmitt composé en 1952.

## Présentation
Chants Alizés, op. 125, est un quintette pour flûte, hautbois, clarinette, basson et cor composé en 1952,, sur la base d'une sonate pour piano inédite datée de décembre 1950.
L'œuvre est créée à la radio le 28 mars 1952 par l'ensemble dédicataire, le Quintette à vent de l'Orchestre national, constitué de Fernand Dufrêne (flûte), Jules Goetgheluck (hautbois), Maurice Cliquennois (clarinette), René Plessier (basson) et Louis Courtinat (cor),. Elle est donnée en première audition en concert par les mêmes interprètes quelques mois plus tard, en septembre 1952, lors du Festival de Besançon,.
La partition est publiée par Durand en 1955.

## Structure
Chants Alizés, d'une durée moyenne d'exécution de quinze minutes environ, est composé de quatre mouvements, :
1. D'une gravité quelque peu martiale, mouvement majestueux (« à la pompe presque versaillaise[2] »), « d'une polyphonie serrée, plus déliée vers la fin (trilles)[1] » ;
2. Scherzo, un bref scherzo « en répliques volubiles sur d'amusantes ponctuations du basson[1] » ;
3. Lent, à la « belle cantilène de ton pastoral (hautbois), reprise et variée par les autres instruments, développée en une sorte de choral d'une sérénité plutôt mélancolique[1] » ;
4. Ronde en losange, final qui, « sur un tournoiement des divers instruments, présente un thème joyeux et piquant », avant l'exposé d'un motif secondaire au hautbois rappelant « l'atmosphère agreste du morceau précédent, — avant la reprise du thème de ronde que conclura, sur de longues tenues de basson, une coda vive et spirituelle[1] ».

Dans l'ensemble, pour le musicologue François-René Tranchefort, « on retrouve dans ces Chants Alizés un art d'utiliser au mieux la couleur et les qualités expressives de chaque instrument ».
À l'issue de la première audition en concert, René Dumesnil relève le calembour du titre, « tout à fait dans la tradition du maître de Suite sans esprit de suite », qui « en résume assez bien [...] et la facture et les intentions. Le propre des alizés est de souffler régulièrement. De régularité, l'œuvre nouvelle ne manque point, mais c'est ce que l'on pourrait appeler une diversité régulière, car non seulement elle oppose un mouvement vit à un mouvement lent, mais c'est jusque dans le détail de chacun des épisodes que cette alternance se reproduit. L'ordre prend ainsi l'apparence d'une fantaisie débridée. La fantaisie, comme bien on pense, est réelle : comme les vents alizés elle souffle à travers tout l'ouvrage, inspirant au musicien les trouvailles les plus imprévues, les détails les plus amusants — tels par exemple le début scherzando du deuxième mouvement, l'entrée du cor, et la réponse du hautbois, puis de la flûte dans le troisième. Et bien entendu tout cela est construit de main de maître ».

## Discographie
- Florent Schmitt : Lied et Scherzo op.54 - Suite en rocaille op.84 - À tour d'anches op.97 - Chants alizés op.125, par le Quintette à vent de Prague, Praga Digitals PRD 250 156, 2000.

### Ouvrages généraux
- François-René Tranchefort (dir.), Guide de la musique de chambre, Paris, Fayard, coll. « Les Indispensables de la musique », 1989, 995 p. (OCLC 21318922, BNF 35064530), p. 773-778.

### Monographies
- Catherine Lorent, Florent Schmitt, Paris, Bleu nuit éditeur, coll. « Horizons » (no 27), 2012, 176 p. (ISBN 978-2-35884-016-3, BNF 42581018).
- Madeleine Marceron, Florent Schmitt, Paris, Ventadour, coll. « Paroles sans musique », 1959, 48 p. (BNF 37748441).